# Burghard von Lüpke

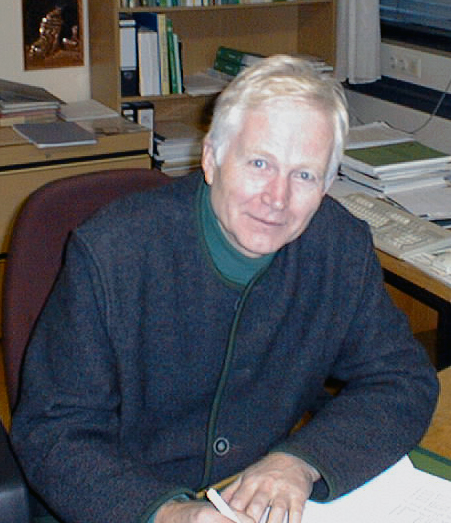
Burghard von Lüpke

Burghard von Lüpke (* 1939 in Bremervörde) ist ein deutscher Forstpraktiker und Forstwissenschaftler. Er war Professor für Waldbau an der Georg-August-Universität Göttingen und gilt als Spezialist für die waldbauliche Behandlung der Europäischen Lärche.

## Leben und Wirken
Nach dem Abitur in Celle absolvierte Burghard von Lüpke seine Forstbeflissenenzeit in den niedersächsischen Forstämtern Rosengarten und Langeloh. Ab 1960 studierte er Forstwissenschaften, zunächst bis 1962 an der Ludwig-Maximilians-Universität München und danach bis 1964 an der Georg-August-Universität Göttingen in Hann. Münden, wozu auch ein Semester Auslandspraktikum in Südafrika gehörte. Nach dem Diplomexamen im August 1964 folgte das Referendariat in der niedersächsischen Landesforstverwaltung, das er im April 1968 mit der Großen Forstlichen Staatsprüfung (Staatsexamen) abschloss. Parallel zu seiner praktischen Ausbildung hatte sich von Lüpke jedoch auch weiter in der Forschung betätigt. Noch als Referendar schrieb er bei Ernst Röhrig seine Dissertation Untersuchung über die natürliche Verjüngung der europäischen Lärche im südlichen Niedersachsen, mit der er 1967 zum Doktor der Forstwissenschaften (Dr. forest.) promoviert wurde. Diese Baumart hat ihn seither immer wieder beschäftigt.
Nach dem Staatsexamen kam von Lüpke kurzzeitig an das Forstamt Bovenden, war dann aber von 1968 bis 1973 Wissenschaftlicher Assistent am Institut für Waldbau der Forstlichen Fakultät der Universität Göttingen, wobei die Fakultät bis 1970/71 in Hann. Münden ansässig war. Unterbrochen wurde seine wissenschaftliche Arbeit nur durch eine Gutachtertätigkeit, die ihn für sechs Monate nach Guatemala führte. Im September 1973 folgte die Versetzung an das niedersächsische Forstamt Reinhausen bei Göttingen, das Burghard von Lüpke dann von Juli 1974 bis Februar 1991 leitete. Von dort aus nahm er waldbauliche Lehraufgaben an der Universität Göttingen und der Fachhochschule Hildesheim-Holzminden wahr und ging in engem Kontakt mit den Instituten der Fakultät weiter der wissenschaftlichen Arbeit nach. 1982 habilitierte er sich mit der Arbeit Versuche zur Einbringung von Lärche und Eiche in Buchenbestände, erhielt die venia legendi für das Fach Waldbau und wurde 1987 zum außerplanmäßigen Professor ernannt.
Als Nachfolger seines Lehrers Ernst Röhrig, der sich Ende des Sommersemesters 1987 hatte emeritieren lassen, wurde er zum 1. März 1991 auf den Lehrstuhl für Waldbau der gemäßigten Zonen des Forstwissenschaftlichen Fachbereichs der Universität Göttingen berufen. Im Jahr 2005 trat er in den Ruhestand.
Burghard von Lüpkes wissenschaftlichen Schwerpunkte liegen auf der Untersuchung kahlschlagfreier Waldbauverfahren und der Naturverjüngung von Eiche, Buche und Europäischer Lärche. Weiter beschäftigt er sich mit Qualitätskriterien für Forstpflanzen und deren Verpflanzungserfolg sowie der Struktur von Buchenurwäldern. Seine Forschungsergebnisse publiziert der Wissenschaftler in verschiedenen forstlichen Fachzeitschriften. Daneben wirkte er in verschiedenen Arbeitsgruppen der Niedersächsischen Landesforstverwaltung mit und war in diesem Zusammenhang auch Mitverfasser einer Reihe von waldbaulichen Merkblättern, etwa zur Pflege von Buchenrein- und -mischbeständen oder zur Erziehung und Pflege von Edellaubholzbeständen. Er gehört auch zu den Bearbeitern des von Alfred Dengler begründeten Standardwerks Waldbau auf ökologischer Grundlage, das heute zu den wichtigsten Lehrbüchern für die Hochschulausbildung in diesem Fachgebiet gehört.
Daneben war von Lüpke Vorsitzender des Vereins „Wissenschaft und Schrifttum“ e. V., der sich vorrangig mit der Herausgabe der Schriftenreihe „Schriften aus der Forstlichen Fakultät der Universität Göttingen und der Niedersächsischen Forstlichen Versuchsanstalt“ beschäftigt, die von J.D. Sauerländer’s Verlag in Frankfurt am Main verlegt wird.
Burghard von Lüpke lebt in Göttingen.

## Schriften (Auswahl)
- Untersuchung über die natürliche Verjüngung der europäischen Lärche im südlichen Niedersachsen, Dissertation, Göttingen 1968
- zusammen mit Ernst Röhrig: Die natürliche Verjüngung der europäischen Lärche. Ökologische Untersuchungen im Staatlichen Forstamt Reinhausen, Aus dem Walde (Heft 17), Hannover 1972
- Versuche zur Einbringung von Lärche und Eiche in Buchenbestände,  Schriften aus der Forstlichen Fakultät der Universität Göttingen und der Niedersächsischen Forstlichen Versuchsanstalt (Band 74), Frankfurt am Main 1982, ISBN 3-7939-5074-3
- als Herausgeber: Waldbauliche Fragen der Kiefernwirtschaft. Kolloquium aus Anlass des 100jährigen Geburtstages von Adolf Olberg. Göttingen 1994, Schriften aus der Forstlichen Fakultät der Universität Göttingen und der Niedersächsischen Forstlichen Versuchsanstalt (Band 119), Frankfurt am Main 1995,  ISBN 3-7939-5119-7

Daneben ist Burghard von Lüpke zusammen mit Ernst Röhrig und Norbert Bartsch auch Bearbeiter der 7., vollständig aktualisierten Auflage des von Alfred Dengler begründeten Lehrbuchs Waldbau auf ökologischer Grundlage, Ulmer, Stuttgart (Hohenheim) 2006, ISBN 3-8252-8310-0 oder ISBN 3-8001-4595-2.